# Christina Singer
| Posities op de WTA-ranglijst Positie per einde seizoen: \| jaar \| rang enkelspel \| rang dubbelspel \| \| ---- \| -------------- \| --------------- \| \| 1985 \| 287 \| – \| \| 1986 \| 163 \| 272 \| \| 1987 \| 85 \| 69 \| \| 1988 \| 160 \| 183 \| \| 1989 \| 264 \| 247 \| \| 1990 \| 475 \| – \| \| 1991 \| 238 \| 437 \| \| 1992 \| 169 \| 462 \| \| 1993 \| 78 \| 78 \| \| 1994 \| 77 \| 63 \| \| 1995 \| 55 \| 61 \| \| 1996 \| 136 \| 69 \| \| 1997 \| 506 \| 398 \| \| 1998 \| 366 \| 114 \| \| 1999 \| – \| 146 \| |                |                 |
| jaar | rang enkelspel | rang dubbelspel |
| 1985 | 287            | –               |
| 1986 | 163            | 272             |
| 1987 | 85             | 69              |
| 1988 | 160            | 183             |
| 1989 | 264            | 247             |
| 1990 | 475            | –               |
| 1991 | 238            | 437             |
| 1992 | 169            | 462             |
| 1993 | 78             | 78              |
| 1994 | 77             | 63              |
| 1995 | 55             | 61              |
| 1996 | 136            | 69              |
| 1997 | 506            | 398             |
| 1998 | 366            | 114             |
| 1999 | –              | 146             |

Christina Singer (Göppingen, 27 juli 1968) is een voormalig tennisspeelster uit Duitsland. Singer begon met tennis toen zij tien jaar oud was. Zij was actief in het proftennis van 1985 tot en met 1999.

## Loopbaan
In Duitsland werd zij juniorkampioen en in 1987 indoor-kampioen.

### Enkelspel
Singer debuteerde in 1985 op het ITF-toernooi van Stockholm (Zweden) – hier veroverde zij meteen haar eerste titel, door de Zweedse Maria Lindström te verslaan. In totaal won zij vijf ITF-titels, de laatste in 1991 in Bath (Engeland).
In 1986 speelde Singer voor het eerst op een WTA-hoofdtoernooi, op het toernooi van Athene – zij bereikte er de tweede ronde. In 1987 had zij haar grandslamdebuut op het Australian Open. Haar beste resultaat op de WTA-toernooien is het bereiken van de halve finale, op het toernooi van Eastbourne in 1995, waarbij zij onder meer Miriam Oremans en Brenda Schultz versloeg. Haar laatste optreden op een hoofdtoernooi was tijdens het WTA-toernooi van Hannover in 1997 – sindsdien strandde zij steeds in de kwalificatietoernooien, waarna zij in januari 1999 stopte met het enkelspel.
Haar beste resultaat op de grandslamtoernooien is het bereiken van de derde ronde, eenmaal op het US Open 1993 en andermaal op Wimbledon 1995. Haar hoogste notering op de WTA-ranglijst is de 41e plaats, die zij bereikte in september 1995.

### Dubbelspel
Singer was in het dubbelspel minder actief dan in het enkelspel. Zij debuteerde in 1985 op het ITF-toernooi van Hechingen (Duitsland), samen met landgenote Claudia Porwik. Zij stond later dat jaar voor het eerst in een finale, op het ITF-toernooi van de Queen's Club in Londen (Engeland), met de Tsjecho-Slowaakse Petra Tesarová aan haar zijde – hier veroverde zij haar eerste titel, door het West-Duitse duo Claudia Porwik en Wiltrud Probst te verslaan. In totaal won zij drie ITF-titels, de laatste in 1991 in Bath (Engeland).
In 1986 speelde Singer voor het eerst op een WTA-hoofdtoernooi, op het toernooi van Lugano, samen met landgenote Andrea Betzner. Zij stond in 1993 voor de enige keer in een WTA-finale, op het toernooi van Essen, samen met landgenote Wiltrud Probst – zij verloren van het koppel Arantxa Sánchez Vicario en Helena Suková.
Haar beste resultaat op de grandslamtoernooien is het bereiken van de derde ronde, eenmaal op Roland Garros 1994 en andermaal op Wimbledon 1996, beide samen met Wiltrud Probst. Haar hoogste notering op de WTA-ranglijst is de 44e plaats, die zij na afloop van Wimbledon 1996 bereikte, in juli 1996.

#### Gemengd dubbelspel
Singers beste resultaat in deze discipline is het bereiken van de derde ronde, op Wimbledon 1995, met de Zuid-Afrikaan Brent Haygarth aan haar zijde.

### Tennis in teamverband
In 1994 en 1996 maakte Singer deel uit van het Duitse Fed Cup-team; zij behaalde daar een winst/verlies-balans van 2–3. In 1994, toen zij met Barbara Rittner alle dubbelspel-rubbers voor haar rekening nam, bereikte het team de halve finale van de Wereldgroep.

### Na de actieve loopbaan
Christina Singer-Bath is sinds het jaar 2000 A-trainer. Als bondstrainer is zij tennislerares bij de Württembergischer Tennis-Bund – zij woont in Stuttgart. Zij was jarenlang coach van Tatjana Maria. In 2019 werd zij door de Duitse tennisbond onderscheiden met de DTB Trainer Award, die haar op de Porsche Tennis Grand Prix werd uitgereikt door DTB-voorzitter Ulrich Klaus.

## Palmares
| Legenda                |
| ---------------------- |
| Grandslamtoernooi      |
| Olympische Spelen      |
| Year-End Championships |
| Tier I                 |
| Tier II                |
| Tier III               |
| Tier IV & V            |

### WTA-finaleplaatsen enkelspel
geen

### WTA-finaleplaatsen vrouwendubbelspel
| nr.              | finale     | toernooi  | ondergrond | partner        | tegenstandsters                       | score    |
| ---------------- | ---------- | --------- | ---------- | -------------- | ------------------------------------- | -------- |
| gewonnen finales |            |           |            |                |                                       |          |
| geen             |            |           |            |                |                                       |          |
| verloren finales |            |           |            |                |                                       |          |
| 1.               | 1993-10-31 | WTA Essen | tapijt (i) | Wiltrud Probst | Arantxa Sánchez Vicario Helena Suková | 6-7, 2-6 |

### Gewonnen ITF-toernooien enkelspel
| nr. | finale     | toernooi            | dotatie | ondergrond | tegenstandster in finale | score         |
| --- | ---------- | ------------------- | ------- | ---------- | ------------------------ | ------------- |
| 1.  | 1985-03-17 | Stockholm           | $10.000 | gravel     | Maria Lindström          | 6-4, 7-5      |
| 2.  | 1986-07-27 | Stuttgart-Vaihingen | $10.000 | gravel     | Hana Fukárková           | 1-6, 6-1, 6-3 |
| 3.  | 1989-11-05 | Pforzheim           | $10.000 | hardcourt  | Petra Holubová           | 6-2, 7-6      |
| 4.  | 1990-10-28 | Hechingen           | $10.000 | gravel     | Andrea Müller            | 6-4, 6-3      |
| 5.  | 1991-05-12 | Bath                | $10.000 | gravel     | Anke Marchl              | 5-7, 6-4, 6-3 |

### Gewonnen ITF-toernooien dubbelspel
| nr. | finale     | toernooi  | dotatie | ondergrond | partner        | tegenstandsters in finale        | score         |
| --- | ---------- | --------- | ------- | ---------- | -------------- | -------------------------------- | ------------- |
| 1.  | 1985-11-17 | Queens    | $10.000 | hardcourt  | Petra Tesarová | Claudia Porwik Wiltrud Probst    | 5-7, 6-4, 6-3 |
| 2.  | 1990-10-28 | Hechingen | $10.000 | gravel     | Anke Marchl    | Åsa Carlsson Marie Linusson      | 6-2, 7-5      |
| 3.  | 1991-05-12 | Bath      | $10.000 | gravel     | Anke Marchl    | Catherine Barclay Robyn Mawdsley | 4-6, 7-6, 6-1 |

## Resultaten grandslamtoernooien
| Legenda | Legenda                          |
| ------- | -------------------------------- |
| g.t.    | geen toernooi gehouden           |
| l.c.    | lagere categorie                 |
| –       | niet deelgenomen                 |
| G       | uitgeschakeld in de groepsfase   |
| 1R      | uitgeschakeld in de eerste ronde |
| 2R      | uitgeschakeld in de tweede ronde |
| 3R      | uitgeschakeld in de derde ronde  |
| 4R      | uitgeschakeld in de vierde ronde |
| KF      | uitgeschakeld in de kwartfinale  |
| HF      | uitgeschakeld in de halve finale |
| F       | de finale verloren               |
| W       | het toernooi gewonnen            |
| w-v     | winst/verlies-balans             |

### Enkelspel
| toernooi        | 1987 | 1988 | 1989 |    | 1993 | 1994 | 1995 | 1996 |
| --------------- | ---- | ---- | ---- | -- | ---- | ---- | ---- | ---- |
| Australian Open | 2R   | –    | 2R   | –  | 2R   | 2R   | 1R   |      |
| Roland Garros   | 1R   | 1R   | –    | 1R | 1R   | 2R   | 1R   |      |
| Wimbledon       | –    | 2R   | –    | 1R | 1R   | 3R   | 1R   |      |
| US Open         | –    | 1R   | –    | 3R | 1R   | 2R   | 1R   |      |

### Vrouwendubbelspel
| Australian Open | –  | –  | 2R | –  | 1R | 2R | 1R | –  | 2R |
| Roland Garros   | 2R | 1R | –  | 1R | 3R | 2R | 1R | 2R | 1R |
| Wimbledon       | 1R | 1R | –  | –  | –  | 1R | 3R | 1R | 2R |
| US Open         | –  | –  | –  | 1R | 1R | 2R | 1R | 2R | –  |

### Gemengd dubbelspel
| toernooi        | 1994 | 1995 | 1996 |    | 1998 |
| --------------- | ---- | ---- | ---- | -- | ---- |
| Australian Open | –    | –    | –    | –  |      |
| Roland Garros   | –    | –    | –    | 1R |      |
| Wimbledon       | 2R   | 3R   | 1R   | –  |      |
| US Open         | –    | –    | –    | –  |      |